# Olympische Sommerspiele 2020/Wasserspringen
Bei den Olympischen Spielen 2020 in Tokio fanden vom 25. Juli bis 7. August 2021 insgesamt acht Wettbewerbe im Wasserspringen statt.

## Zeitplan
| Zeitplan Wasserspringen | Zeitplan Wasserspringen | Zeitplan Wasserspringen | Zeitplan Wasserspringen | Zeitplan Wasserspringen | Zeitplan Wasserspringen | Zeitplan Wasserspringen | Zeitplan Wasserspringen | Zeitplan Wasserspringen | Zeitplan Wasserspringen | Zeitplan Wasserspringen | Zeitplan Wasserspringen | Zeitplan Wasserspringen | Zeitplan Wasserspringen | Zeitplan Wasserspringen |
| Wettbewerbe             | Juli 2021               | Juli 2021               | Juli 2021               | Juli 2021               | Juli 2021               | Juli 2021               | Juli 2021               | August 2021             | August 2021             | August 2021             | August 2021             | August 2021             | August 2021             | August 2021             |
| Wettbewerbe             | 25.                     | 26.                     | 27.                     | 28.                     | 29.                     | 30.                     | 31.                     | 1.                      | 2.                      | 3.                      | 4.                      | 5.                      | 6.                      | 7.                      |
| ----------------------- | ----------------------- | ----------------------- | ----------------------- | ----------------------- | ----------------------- | ----------------------- | ----------------------- | ----------------------- | ----------------------- | ----------------------- | ----------------------- | ----------------------- | ----------------------- | ----------------------- |
| Männer                  |                         |                         |                         |                         |                         |                         |                         |                         |                         |                         |                         |                         |                         |                         |
| 3 m Kunstspringen       |                         |                         |                         |                         |                         |                         |                         |                         |                         |                         |                         |                         |                         |                         |
| 10 m Turmspringen       |                         |                         |                         |                         |                         |                         |                         |                         |                         |                         |                         |                         |                         |                         |
| 3 m Synchronspringen    |                         |                         |                         |                         |                         |                         |                         |                         |                         |                         |                         |                         |                         |                         |
| 10 m Synchronspringen   |                         |                         |                         |                         |                         |                         |                         |                         |                         |                         |                         |                         |                         |                         |
| Frauen                  |                         |                         |                         |                         |                         |                         |                         |                         |                         |                         |                         |                         |                         |                         |
| 3 m Kunstspringen       |                         |                         |                         |                         |                         |                         |                         |                         |                         |                         |                         |                         |                         |                         |
| 10 m Turmspringen       |                         |                         |                         |                         |                         |                         |                         |                         |                         |                         |                         |                         |                         |                         |
| 3 m Synchronspringen    |                         |                         |                         |                         |                         |                         |                         |                         |                         |                         |                         |                         |                         |                         |
| 10 m Synchronspringen   |                         |                         |                         |                         |                         |                         |                         |                         |                         |                         |                         |                         |                         |                         |
| Entscheidungen          | 1                       | 1                       | 1                       | 1                       | 0                       | 0                       | 0                       | 1                       | 0                       | 1                       | 0                       | 1                       | 0                       | 1                       |

|  | Qualifikation |  | Medaillenentscheidung |

## Bilanz

### Medaillenspiegel
| Platz  | Land               | Gold | Silber | Bronze | Gesamt |
| ------ | ------------------ | ---- | ------ | ------ | ------ |
| 1      | China              | 7    | 5      | –      | 12     |
| 2      | Großbritannien     | 1    | –      | 2      | 3      |
| 3      | Vereinigte Staaten | –    | 2      | 1      | 3      |
| 4      | Kanada             | –    | 1      | –      | 1      |
| 5      | Deutschland        | –    | –      | 2      | 2      |
| 6      | Australien         | –    | –      | 1      | 1      |
| 6      | Mexiko             | –    | –      | 1      | 1      |
| 6      | ROC                | –    | –      | 1      | 1      |
| Gesamt | Gesamt             | 8    | 8      | 8      | 24     |

### Medaillengewinner
Männer
| Disziplin             | Gold                               | Silber                                             | Bronze                                    |
| --------------------- | ---------------------------------- | -------------------------------------------------- | ----------------------------------------- |
| 3 m Kunstspringen     | Xie Siyi (CHN)                     | Wang Zongyuan (CHN)                                | Jack Laugher (GBR)                        |
| 10 m Turmspringen     | Cao Yuan (CHN)                     | Yang Jian (CHN)                                    | Tom Daley (GBR)                           |
| 3 m Synchronspringen  | China Xie Siyi Wang Zongyuan       | Vereinigte Staaten Andrew Capobianco Michael Hixon | Deutschland Patrick Hausding Lars Rüdiger |
| 10 m Synchronspringen | Großbritannien Tom Daley Matty Lee | China Cao Yuan Chen Aisen                          | ROC Alexander Bondar Wiktor Minibajew     |

Frauen
| Disziplin             | Gold                        | Silber                                              | Bronze                                   |
| --------------------- | --------------------------- | --------------------------------------------------- | ---------------------------------------- |
| 3 m Kunstspringen     | Shi Tingmao (CHN)           | Wang Han (CHN)                                      | Krysta Palmer (USA)                      |
| 10 m Turmspringen     | Quan Hongchan (CHN)         | Chen Yuxi (CHN)                                     | Melissa Wu (AUS)                         |
| 3 m Synchronspringen  | China Shi Tingmao Wang Han  | Kanada Jennifer Abel Mélissa Citrini-Beaulieu       | Deutschland Lena Hentschel Tina Punzel   |
| 10 m Synchronspringen | China Chen Yuxi Zhang Jiaqi | Vereinigte Staaten Delaney Schnell Jessica Parratto | Mexiko Gabriela Agúndez Alejandra Orozco |

## Ergebnisse

### Männer

#### 3 m Kunstspringen
| Platz | Land | Athlet             | Punkte |
| ----- | ---- | ------------------ | ------ |
| 1     | CHN  | Xie Siyi           | 558,72 |
| 2     | CHN  | Wang Zongyuan      | 534,90 |
| 3     | GBR  | Jack Laugher       | 518,00 |
| 4     | KOR  | Woo Ha-ram         | 481,85 |
| 5     | ROC  | Jewgeni Kusnezow   | 461,90 |
| 6     | MEX  | Rommel Pacheco     | 428,75 |
| 7     | GER  | Martin Wolfram     | 426,75 |
| 8     | NZL  | Anton Down-Jenkins | 415,60 |

#### 10 m Turmspringen
| Platz | Land | Athlet           | Punkte |
| ----- | ---- | ---------------- | ------ |
| 1     | CHN  | Cao Yuan         | 582,35 |
| 2     | CHN  | Yang Jian        | 580,40 |
| 3     | GBR  | Tom Daley        | 548,25 |
| 4     | ROC  | Alexander Bondar | 514,50 |
| 5     | ROC  | Wiktor Minibajew | 495,85 |
| 6     | UKR  | Oleksij Sereda   | 461,70 |
| 7     | JPN  | Rikuto Tamai     | 431,95 |
| 8     | AUS  | Cassiel Rousseau | 430,35 |

#### 3 m Synchronspringen
| Platz | Land | Athleten                           | Punkte |
| ----- | ---- | ---------------------------------- | ------ |
| 1     | CHN  | Wang Zongyuan Xie Siyi             | 467,82 |
| 2     | USA  | Andrew Capobianco Michael Hixon    | 444,36 |
| 3     | GER  | Patrick Hausding Lars Rüdiger      | 404,73 |
| 4     | MEX  | Yahel Castillo Juan Celaya         | 400,14 |
| 5     | JPN  | Shō Sakai Ken Terauchi             | 393,93 |
| 6     | ITA  | Lorenzo Marsaglia Giovanni Tocci   | 388,05 |
| 7     | GBR  | Jack Laugher Daniel Goodfellow     | 382,80 |
| 8     | ROC  | Jewgeni Kusnezow Nikita Schleicher | 331,08 |

#### 10 m Synchronspringen
| Platz | Land | Athleten                               | Punkte |
| ----- | ---- | -------------------------------------- | ------ |
| 1     | GBR  | Tom Daley Matty Lee                    | 471,81 |
| 2     | CHN  | Cao Yuan Chen Aisen                    | 470,58 |
| 3     | ROC  | Alexander Bondar Wiktor Minibajew      | 439,92 |
| 4     | MEX  | Diego Balleza Kevin Berlín             | 407,31 |
| 5     | CAN  | Vincent Riendeau Nathan Zsombor-Murray | 405,00 |
| 6     | UKR  | Oleh Serbin Oleksij Sereda             | 400,44 |
| 7     | KOR  | Kim Yeong-nam Woo Ha-ram               | 396,12 |
| 8     | JPN  | Hiroki Itō Kazuki Murakami             | 377,10 |

### Frauen

#### 3 m Kunstspringen
| Platz | Land | Athletin           | Punkte |
| ----- | ---- | ------------------ | ------ |
| 1     | CHN  | Shi Tingmao        | 383,50 |
| 2     | CHN  | Wang Han           | 348,75 |
| 3     | USA  | Krysta Palmer      | 343,75 |
| 4     | MAS  | Nur Dhabitah Sabri | 326,15 |
| 5     | NLD  | Inge Jansen        | 311,05 |
| 6     | MEX  | Aranza Vázquez     | 303,45 |
| 7     | GER  | Tina Punzel        | 302,95 |
| 8     | CAN  | Jennifer Abel      | 297,45 |

#### 10 m Turmspringen
| Platz | Land | Athletin                  | Punkte |
| ----- | ---- | ------------------------- | ------ |
| 1     | CHN  | Quan Hongchan             | 466,20 |
| 2     | CHN  | Chen Yuxi                 | 425,40 |
| 3     | AUS  | Melissa Wu                | 371,40 |
| 4     | MEX  | Gabriela Agúndez          | 358,50 |
| 5     | USA  | Delaney Schnell           | 340,40 |
| 6     | MEX  | Alejandra Orozco          | 322,05 |
| 7     | GBR  | Andrea Spendolini-Sirieix | 305,50 |
| 8     | GER  | Elena Wassen              | 291,90 |

#### 3 m Synchronspringen
| Platz | Land | Athletinnen                            | Punkte |
| ----- | ---- | -------------------------------------- | ------ |
| 1     | CHN  | Shi Tingmao Wang Han                   | 326,40 |
| 2     | CAN  | Jennifer Abel Mélissa Citrini-Beaulieu | 300,78 |
| 3     | GER  | Lena Hentschel Tina Punzel             | 284,97 |
| 4     | MEX  | Dolores Hernández Carolina Mendoza     | 275,10 |
| 5     | JPN  | Haruka Enomoto Hazuki Miyamoto         | 269,40 |
| 6     | GBR  | Katherine Torrance Grace Reid          | 269,10 |
| 7     | ITA  | Elena Bertocchi Chiara Pellacani       | 267,48 |
| 8     | USA  | Alison Gibson Krysta Palmer            | 263,49 |

#### 10 m Synchronspringen
| Platz | Land | Athletinnen                       | Punkte |
| ----- | ---- | --------------------------------- | ------ |
| 1     | CHN  | Chen Yuxi Zhang Jiaqi             | 363,78 |
| 2     | USA  | Delaney Schnell Jessica Parratto  | 310,80 |
| 3     | MEX  | Gabriela Agúndez Alejandra Orozco | 299,70 |
| 4     | CAN  | Meaghan Benfeito Caeli McKay      | 299,16 |
| 5     | GER  | Tina Punzel Christina Wassen      | 292,86 |
| 6     | JPN  | Matsuri Arai Minami Itahashi      | 291,42 |
| 7     | GBR  | Eden Cheng Lois Toulson           | 289,26 |
| 8     | MYS  | Pandelela Rinong Leong Mun Yee    | 277,98 |

## Qualifikation
Für die Einzelwettkämpfe qualifizierten sich die zwölf besten der Schwimmweltmeisterschaften 2019, sowie die fünf Kontinentalmeister und die 18 Halbfinalisten des Weltcups. Für die Wettkämpfe im Synchronspringen waren die drei besten Paare der Weltmeisterschaft, die vier besten des Weltcups sowie Japan als Gastgeber qualifiziert. Weitere Quotenplätzen gingen an die nächstbesten Athleten des Weltcups, bis die Maximalanzahl erreicht war.
| Nation                  | Synchronspringen | Synchronspringen | Synchronspringen | Synchronspringen | Einzelwettkämpfe | Einzelwettkämpfe | Einzelwettkämpfe | Einzelwettkämpfe | Gesamt         | Gesamt   |
| Nation                  | Männer           | Männer           | Frauen           | Frauen           | Männer           | Männer           | Frauen           | Frauen           | Quoten- plätze | Athleten |
| Nation                  | 3 m              | 10 m             | 3 m              | 10 m             | 3 m              | 10 m             | 3 m              | 10 m             | Quoten- plätze | Athleten |
| ----------------------- | ---------------- | ---------------- | ---------------- | ---------------- | ---------------- | ---------------- | ---------------- | ---------------- | -------------- | -------- |
| Ägypten                 |                  |                  |                  |                  | 1                | 1                |                  | 1                | 3              | 3        |
| Armenien                |                  |                  |                  |                  |                  | 1                |                  |                  | 1              | 1        |
| Australien              |                  |                  |                  |                  | 1                | 2                | 2                | 2                | 7              | 7        |
| Brasilien               |                  |                  |                  |                  |                  | 2                | 1                | 2                | 5              | 5        |
| Chile                   |                  |                  |                  |                  | 1                |                  |                  |                  | 1              | 1        |
| China                   | X                | X                | X                | X                | 2                | 2                | 2                | 2                | 12             | 16       |
| Deutschland             | X                |                  | X                | X                | 2                | 2                | 1                | 2                | 10             | 13       |
| Dominikanische Republik |                  |                  |                  |                  | 1                | 1                |                  |                  | 2              | 2        |
| Frankreich              |                  |                  |                  |                  | 1                | 2                |                  | 1                | 4              | 4        |
| Großbritannien          | X                | X                | X                | X                | 2                | 2                | 2                | 2                | 12             | 16       |
| Irland                  |                  |                  |                  |                  | 1                |                  |                  | 2                | 3              | 3        |
| Italien                 | X                |                  | X                |                  | 2                | 1                | 2                | 2                | 9              | 11       |
| Jamaika                 |                  |                  |                  |                  | 1                |                  |                  |                  | 1              | 1        |
| Japan                   | X                | X                | X                | X                | 2                | 2                | 2                | 2                | 12             | 16       |
| Kanada                  |                  | X                | X                | X                | 1                | 2                | 2                | 2                | 10             | 13       |
| Kolumbien               |                  |                  |                  |                  | 2                | 2                | 1                |                  | 5              | 5        |
| Kuba                    |                  |                  |                  |                  |                  |                  |                  | 1                | 1              | 1        |
| Malaysia                |                  |                  |                  | X                | 1                |                  | 2                | 2                | 6              | 7        |
| Mexiko                  | X                | X                | X                | X                | 2                | 2                | 2                | 2                | 12             | 16       |
| Neuseeland              |                  |                  |                  |                  | 1                |                  | 1                |                  | 2              | 2        |
| Niederlande             |                  |                  |                  |                  |                  |                  | 1                | 1                | 2              | 2        |
| Österreich              |                  |                  |                  |                  | 1                |                  |                  |                  | 1              | 1        |
| Puerto Rico             |                  |                  |                  |                  |                  | 1                |                  | 1                | 2              | 2        |
| ROC                     | X                | X                |                  |                  | 2                | 2                | 2                | 2                | 10             | 12       |
| Schweden                |                  |                  |                  |                  |                  |                  | 2                |                  | 2              | 2        |
| Schweiz                 |                  |                  |                  |                  | 1                |                  | 1                |                  | 2              | 2        |
| Singapur                |                  |                  |                  |                  |                  | 1                |                  | 1                | 2              | 2        |
| Spanien                 |                  |                  |                  |                  | 2                |                  |                  |                  | 2              | 2        |
| Südafrika               |                  |                  |                  |                  |                  |                  | 2                |                  | 2              | 2        |
| Südkorea                |                  | X                |                  |                  | 2                | 2                | 1                | 1                | 7              | 8        |
| Ukraine                 |                  | X                |                  |                  | 1                | 2                | 2                | 2                | 8              | 9        |
| Venezuela               |                  |                  |                  |                  |                  | 1                | 1                |                  | 2              | 2        |
| Vereinigte Staaten      | X                |                  | X                | X                | 2                | 2                | 2                | 2                | 11             | 14       |
| Belarus                 |                  |                  |                  |                  |                  |                  | 1                |                  | 1              | 1        |
| Gesamt: 34 NOKs         | 8                | 8                | 8                | 8                | 35               | 35               | 35               | 35               | 172            | 204      |